# Argos (fils de Phrixos)
Pour les articles homonymes, voir Argos.
Dans la mythologie grecque, Argos (en grec ancien Ἄργος / Árgos), fils de Phrixos et de Chalciope, (ou bien son homonyme Argos fils d'Arestor selon les traditions) passe pour le constructeur du navire Argo, au bord duquel il s'embarqua avec les Argonautes.

## Sources
- Antoninus Liberalis, Métamorphoses [détail des éditions] (XXIII).
- Pseudo-Apollodore, Bibliothèque [détail des éditions] [lire en ligne] (I, 9, 1 ; I, 9, 16).
- Argonautiques orphiques [détail des éditions] [lire en ligne] (v. 861).
- Hygin, Fables [détail des éditions] [(la) lire en ligne] (XXI).
- Valerius Flaccus, Argonautiques [détail des éditions] [lire en ligne] (V, 460).